# Protea rupicola
Protea rupicola (лат.) — кустарник, вид рода Протея (Protea) семейства Протейные (Proteaceae), эндемик Южной Африки.

## Описание
Protea rupicola — сильноразветвлённый кустарник высотой до 2 м. Ветви гладкие. Листья ланцетные, тупые, с маленьким тупым концом, клиновидно истончённые у основания, 3-5 см в длину, от 0,7-1,2 см в ширину, кожистые, почти бледно-голубые, становятся красновато-коричневые при высушивании, гладкие. Цветочная головка почти сидячая, около 5 см в длину и ширину; обволакивающие прицветники примерно 6-7-рядные, первые 5 или 6 рядов постепенно увеличиваются в размерах, а прицветники последнего превышают предыдущие почти на 2,5 см; прицветники наружного ряда — яйцевидно-продолговатые или эллиптически-продолговатые, тупые, тонко шелковисто-опушённые; внутренние прицветники от продолговато-линейных до лопатко-линейных, тупоконечные.

## Распространение и местообитание
Protea rupicola — эндемик Южной Африки. Произрастает в Западно-Капской и Восточно-Капской провинциях. Растение можно найти только вблизи горных вершин, от горных хребтов Грут-Винтерхук и Кляйн-Винтерхук через горы Готтентот-Голландия и Лангеберх в Западно-Капской провинции до той части гор Грут-Свартберг, которая лежит в Восточно-Капской провинции. Редкое растение, которое предпочитает песчаник, гребневые рифы и скальные склоны на высоте от 1300 до 2000 м над уровнем моря.

## Биология
Опыляется птицами. Семена высвобождаются из соцветий и разносятся ветром. Лесные пожары уничтожают взрослые растения, но семена могут выжить.